# Großer Preis von Mexiko 2021
Der Große Preis von Mexiko 2021 (offiziell Formula 1 Gran Premio de la Ciudad de México 2021) fand am 7. November auf dem Autódromo Hermanos Rodríguez in Mexiko-Stadt statt und war das 18. Rennen der Formel-1-Weltmeisterschaft 2021.

## Bericht

### Hintergründe
Nach dem Großen Preis der USA führte Max Verstappen in der Fahrerwertung mit zwölf Punkten vor Lewis Hamilton und mit 102,5 Punkten vor Valtteri Bottas. In der Konstrukteurswertung führte Mercedes mit 23 Punkten vor Red Bull Racing und mit 206,5 Punkten vor McLaren.
Lando Norris (acht), Sergio Pérez (sieben), Sebastian Vettel, Nikita Masepin, Nicholas Latifi (jeweils sechs), Lance Stroll (fünf), Bottas, George Russell, Yuki Tsunoda (jeweils vier), Antonio Giovinazzi, Pierre Gasly (jeweils drei), Charles Leclerc, Kimi Räikkönen, Verstappen, Hamilton, Fernando Alonso (jeweils zwei), Carlos Sainz jr. und Esteban Ocon (jeweils einer) gingen mit Strafpunkten ins Wochenende.
Mit Hamilton und Verstappen (jeweils zweimal) traten zwei ehemalige Sieger zu diesem Grand Prix an.
Als Rennkommissare für dieses Rennwochenende fungierten Gerd Ennser (DEU), Richard Norbury (GBR), Danny Sullivan (USA) und Freddy Van Beuren (MEX).

### Training
Im ersten freien Training fuhr Bottas mit 1:18,341 Minuten die Bestzeit vor Hamilton und Verstappen.
Im zweiten freien Training war Verstappen mit einer Zeit von 1:17,301 Minuten Schnellster vor Bottas und Hamilton.
Im dritten freien Training fuhr Pérez mit 1:17,024 Minuten die Bestzeit vor Verstappen und Hamilton.

### Qualifying
Das Qualifying bestand aus drei Teilen mit einer Nettolaufzeit von 45 Minuten. Im ersten Qualifying-Segment (Q1) hatten die Fahrer 18 Minuten Zeit, um sich für das Rennen zu qualifizieren. Alle Fahrer, die im ersten Abschnitt eine Zeit erzielten, die maximal 107 Prozent der schnellsten Rundenzeit betrug, qualifizierten sich. Das Training wurde wegen eines Unfalls von Stroll unterbrochen. Dieser sowie die Haas-Piloten, Latifi und Alonso schieden aus. Bottas war Schnellster.
Der zweite Abschnitt (Q2) dauerte 15 Minuten. Die schnellsten zehn Piloten qualifizierten sich für den dritten Teil des Qualifyings und mussten mit den hier verwendeten Reifen das Rennen starten, alle anderen hatten freie Reifenwahl für den Rennstart. Hamilton war Schnellster, Ocon, Russell, Vettel sowie die Alfa-Romeo-Piloten schieden aus.
Der letzte Abschnitt (Q3) ging über eine Zeit von zwölf Minuten, in denen die ersten zehn Startpositionen vergeben wurden. Bottas fuhr mit 1:15,875 Minuten die schnellste Runde vor Hamilton und Verstappen.
Russell wurde wegen eines Getriebewechsels um fünf Startplätze nach hinten versetzt. Weitere Strafversetzungen gab es für Tsunoda, Norris, Ocon und Stroll, diese wurden an das Ende des Feldes versetzt.

### Rennen
Gleich in der ersten Runde gab es mehrere Kollisionen in der ersten Schikane. Bottas wurde von Ricciardo gedreht und fiel ans Ende des Feldes zurück. Gleichzeitig kollidierte Ocon mit Tsunoda und Mick Schumacher, die letzteren beiden schieden dabei aus. Wegen den auf der Strecke stehenden Fahrzeugen von Tsunoda und Schumacher wurde das Safety-Car auf die Strecke geschickt, Bottas und Ricciardo wechselten während des Safety-Cars von Medium auf harte Reifen, in der Hoffnung, dass die Safety-Car-Phase länger andauert und die beiden auf diesen Reifen bis zum Ende des Rennens durchfahren können. Das Safety-Car kam aber bereits am Ende von Runde vier wieder in die Box, weswegen der Plan nicht aufging.
Das Rennen war von taktischen Boxenstoppphasen geprägt. Verstappen, der im Tumult der ersten Runde in Führung ging, gelang es dabei, das Rennen fast durchgängig anzuführen, zwischenzeitlich sammelte auch Pérez die ersten Führungskilometer für einen mexikanischen Fahrer auf heimischem Boden. Gegen Schluss versuchte Pérez, welcher auf dem dritten Platz lag, den vor ihm liegenden Hamilton mit frischeren Reifen einzuholen, dieser konnte seinen zweiten Platz jedoch verteidigen.
Verstappen gewann das Rennen somit vor Hamilton und Pérez. Es war Pérez’ erste Podestplatzierung bei einem Heim-Grand Prix sowie die erste Podestplatzierung für einen mexikanischen Fahrer bei einem Großen Preis von Mexiko. Die restlichen Punkteplatzierungen gingen an Gasly, Leclerc, Sainz jr., Vettel, Räikkönen, Alonso und Norris. Bottas erzielte die schnellste Rennrunde, beendete das Rennen jedoch außerhalb der Punkteränge, weswegen er keinen Punkt dafür erhält.
In der Fahrerwertung blieben die ersten drei Positionen unverändert. In der Konstrukteurswertung war Ferrari nun wieder Dritter vor McLaren.
Rechnerisch hatten nach diesem Grand Prix nur noch Verstappen und Hamilton Chancen auf die Fahrerweltmeisterschaft.

## Meldeliste
| Team                            | Nr. | Fahrer             | Chassis                           | Motor                             | Reifen |
| ------------------------------- | --- | ------------------ | --------------------------------- | --------------------------------- | ------ |
| Mercedes-AMG Petronas F1 Team   | 44  | Lewis Hamilton     | Mercedes-AMG F1 W12 E Performance | Mercedes-AMG F1 M12 E Performance | P      |
| Mercedes-AMG Petronas F1 Team   | 77  | Valtteri Bottas    | Mercedes-AMG F1 W12 E Performance | Mercedes-AMG F1 M12 E Performance | P      |
| Red Bull Racing Honda           | 33  | Max Verstappen     | Red Bull Racing RB16B             | Honda RA621H                      | P      |
| Red Bull Racing Honda           | 11  | Sergio Pérez       | Red Bull Racing RB16B             | Honda RA621H                      | P      |
| McLaren F1 Team                 | 03  | Daniel Ricciardo   | McLaren MCL35M                    | Mercedes-AMG F1 M12 E Performance | P      |
| McLaren F1 Team                 | 04  | Lando Norris       | McLaren MCL35M                    | Mercedes-AMG F1 M12 E Performance | P      |
| Aston Martin Cognizant F1 Team  | 18  | Lance Stroll       | Aston Martin AMR21                | Mercedes-AMG F1 M12 E Performance | P      |
| Aston Martin Cognizant F1 Team  | 05  | Sebastian Vettel   | Aston Martin AMR21                | Mercedes-AMG F1 M12 E Performance | P      |
| Alpine F1 Team                  | 14  | Fernando Alonso    | Alpine A521                       | Renault E-Tech 20B                | P      |
| Alpine F1 Team                  | 31  | Esteban Ocon       | Alpine A521                       | Renault E-Tech 20B                | P      |
| Scuderia Ferrari Mission Winnow | 16  | Charles Leclerc    | Ferrari SF21                      | Ferrari 065/6                     | P      |
| Scuderia Ferrari Mission Winnow | 55  | Carlos Sainz jr.   | Ferrari SF21                      | Ferrari 065/6                     | P      |
| Scuderia AlphaTauri Honda       | 22  | Yuki Tsunoda       | AlphaTauri AT02                   | Honda RA621H                      | P      |
| Scuderia AlphaTauri Honda       | 10  | Pierre Gasly       | AlphaTauri AT02                   | Honda RA621H                      | P      |
| Alfa Romeo Racing Orlen         | 07  | Kimi Räikkönen     | Alfa Romeo Racing C41             | Ferrari 065/6                     | P      |
| Alfa Romeo Racing Orlen         | 99  | Antonio Giovinazzi | Alfa Romeo Racing C41             | Ferrari 065/6                     | P      |
| Uralkali Haas F1 Team           | 09  | Nikita Masepin     | Haas VF-21                        | Ferrari 065/6                     | P      |
| Uralkali Haas F1 Team           | 47  | Mick Schumacher    | Haas VF-21                        | Ferrari 065/6                     | P      |
| Williams Racing                 | 63  | George Russell     | Williams FW43B                    | Mercedes-AMG F1 M12 E Performance | P      |
| Williams Racing                 | 06  | Nicholas Latifi    | Williams FW43B                    | Mercedes-AMG F1 M12 E Performance | P      |

## Klassifikationen

### Qualifying
| Pos.                                                                      | Fahrer             | Konstrukteur              | Q1       | Q2       | Q3       | Start |
| ------------------------------------------------------------------------- | ------------------ | ------------------------- | -------- | -------- | -------- | ----- |
| 01                                                                        | Valtteri Bottas    | Mercedes                  | 1:16,727 | 1:16,864 | 1:15,875 | 01    |
| 02                                                                        | Lewis Hamilton     | Mercedes                  | 1:17,207 | 1:16,474 | 1:16,020 | 02    |
| 03                                                                        | Max Verstappen     | Red Bull Racing-Honda     | 1:16,788 | 1:16,483 | 1:16,225 | 03    |
| 04                                                                        | Sergio Pérez       | Red Bull Racing-Honda     | 1:17,003 | 1:17,055 | 1:16,342 | 04    |
| 05                                                                        | Pierre Gasly       | AlphaTauri-Honda          | 1:16,908 | 1:16,955 | 1:16,456 | 05    |
| 06                                                                        | Carlos Sainz jr.   | Ferrari                   | 1:17,517 | 1:17,248 | 1:16,761 | 06    |
| 07                                                                        | Daniel Ricciardo   | McLaren-Mercedes          | 1:17,719 | 1:17,092 | 1:16,763 | 07    |
| 08                                                                        | Charles Leclerc    | Ferrari                   | 1:16,748 | 1:17,034 | 1:16,837 | 08    |
| 09                                                                        | Yuki Tsunoda       | AlphaTauri-Honda          | 1:17,330 | 1:16,701 | 1:17,158 | 17    |
| 10                                                                        | Lando Norris       | McLaren-Mercedes          | 1:17,569 | 1:17,473 | 1:36,830 | 18    |
| 11                                                                        | Sebastian Vettel   | Aston Martin-Mercedes     | 1:17,502 | 1:17,746 | –        | 09    |
| 12                                                                        | Kimi Räikkönen     | Alfa Romeo Racing-Ferrari | 1:17,606 | 1:17,958 | –        | 10    |
| 13                                                                        | George Russell     | Williams-Mercedes         | 1:17,958 | 1:18,172 | –        | 16    |
| 14                                                                        | Antonio Giovinazzi | Alfa Romeo Racing-Ferrari | 1:17,897 | 1:18,290 | –        | 11    |
| 15                                                                        | Esteban Ocon       | Alpine-Renault            | 1:18,126 | 1:18,405 | –        | 19    |
| 16                                                                        | Fernando Alonso    | Alpine-Renault            | 1:18,452 | –        | –        | 12    |
| 17                                                                        | Nicholas Latifi    | Williams-Mercedes         | 1:18,756 | –        | –        | 13    |
| 18                                                                        | Mick Schumacher    | Haas-Ferrari              | 1:18,858 | –        | –        | 14    |
| 19                                                                        | Nikita Masepin     | Haas-Ferrari              | 1:19,303 | –        | –        | 15    |
| 20                                                                        | Lance Stroll       | Aston Martin-Mercedes     | 1:20,873 | –        | –        | 20    |
| 107-Prozent-Zeit: 1:22.097 min (bezogen auf Q1-Bestzeit von 1:16,727 min) |                    |                           |          |          |          |       |

Anmerkungen
1. ↑  Tsunoda wurde wegen eines Motorenwechsels ans Ende des Feldes versetzt.
2. ↑  Norris wurde wegen eines Motorenwechsels ans Ende des Feldes versetzt.
3. ↑  Russel wurde aufgrund eines Getriebewechsels um fünf Startplätze nach hinten versetzt.
4. ↑  Ocon wurde wegen eines Motorenwechsels ans Ende des Feldes versetzt.
5. ↑  Stroll wurde wegen eines Motorenwechsels ans Ende des Feldes versetzt. Er erhielt außerdem eine Strafe von fünf Startplätzen aufgrund eines Getriebewechsels.

### Rennen
| Pos. | Fahrer             | Konstrukteur              | Runden | Stopps | Zeit        | Start | Schnellste Runde |
| ---- | ------------------ | ------------------------- | ------ | ------ | ----------- | ----- | ---------------- |
| 01   | Max Verstappen     | Red Bull Racing-Honda     | 71     | 1      | 1:38:39,086 | 03    | 1:18,999 (52.)   |
| 02   | Lewis Hamilton     | Mercedes                  | 71     | 1      | + 16,555    | 02    | 1:19,820 (66.)   |
| 03   | Sergio Pérez       | Red Bull Racing-Honda     | 71     | 1      | + 17,752    | 04    | 1:19,468 (49.)   |
| 04   | Pierre Gasly       | AlphaTauri-Honda          | 71     | 1      | + 1:03,845  | 05    | 1:20,510 (66.)   |
| 05   | Charles Leclerc    | Ferrari                   | 71     | 1      | + 1:21,037  | 08    | 1:20,665 (63.)   |
| 06   | Carlos Sainz jr.   | Ferrari                   | 70     | 1      | + 1 Runde   | 06    | 1:20,081 (63.)   |
| 07   | Sebastian Vettel   | Aston Martin-Mercedes     | 70     | 1      | + 1 Runde   | 09    | 1:20,460 (70.)   |
| 08   | Kimi Räikkönen     | Alfa Romeo Racing-Ferrari | 70     | 1      | + 1 Runde   | 10    | 1:20,713 (63.)   |
| 09   | Fernando Alonso    | Alpine-Renault            | 70     | 1      | + 1 Runde   | 12    | 1:20,711 (54.)   |
| 10   | Lando Norris       | McLaren-Mercedes          | 70     | 1      | + 1 Runde   | 18    | 1:20,617 (67.)   |
| 11   | Antonio Giovinazzi | Alfa Romeo Racing-Ferrari | 70     | 1      | + 1 Runde   | 11    | 1:21,523 (68.)   |
| 12   | Daniel Ricciardo   | McLaren-Mercedes          | 70     | 2      | + 1 Runde   | 07    | 1:21,069 (40.)   |
| 13   | Esteban Ocon       | Alpine-Renault            | 70     | 1      | + 1 Runde   | 19    | 1:21,348 (67.)   |
| 14   | Lance Stroll       | Aston Martin-Mercedes     | 69     | 2      | + 2 Runden  | 20    | 1:20,930 (36.)   |
| 15   | Valtteri Bottas    | Mercedes                  | 69     | 4      | + 2 Runden  | 01    | 1:17,774 (69.)   |
| 16   | George Russell     | Williams-Mercedes         | 69     | 1      | + 2 Runden  | 16    | 1:22,016 (61.)   |
| 17   | Nicholas Latifi    | Williams-Mercedes         | 69     | 2      | + 2 Runden  | 13    | 1:21,546 (66.)   |
| 18   | Nikita Masepin     | Haas-Ferrari              | 68     | 2      | + 3 Runden  | 15    | 1:21,402 (61.)   |
| –    | Mick Schumacher    | Haas-Ferrari              | 0      | 0      | DNF         | 14    | –                |
| –    | Yuki Tsunoda       | AlphaTauri-Honda          | 0      | 0      | DNF         | 17    | –                |

## WM-Stände nach dem Rennen
Die ersten zehn des Rennens bekamen 25, 18, 15, 12, 10, 8, 6, 4, 2 bzw. 1 Punkt(e). Zusätzlich hätte es einen Punkt für die schnellste Rennrunde gegeben, wenn der Fahrer unter den ersten Zehn gelandet wäre.

### Fahrerwertung
| Pos. | Fahrer           | Konstrukteur          | Punkte |
| ---- | ---------------- | --------------------- | ------ |
| 01   | Max Verstappen   | Red Bull Racing-Honda | 312,5  |
| 02   | Lewis Hamilton   | Mercedes              | 293,5  |
| 03   | Valtteri Bottas  | Mercedes              | 185    |
| 04   | Sergio Pérez     | Red Bull Racing-Honda | 165    |
| 05   | Lando Norris     | McLaren-Mercedes      | 150    |
| 06   | Charles Leclerc  | Ferrari               | 138    |
| 07   | Carlos Sainz jr. | Ferrari               | 130,5  |
| 08   | Daniel Ricciardo | McLaren-Mercedes      | 105    |
| 09   | Pierre Gasly     | AlphaTauri-Honda      | 86     |
| 10   | Fernando Alonso  | Alpine-Renault        | 60     |
| 11   | Esteban Ocon     | Alpine-Renault        | 46     |

| Pos. | Fahrer             | Konstrukteur              | Punkte |
| ---- | ------------------ | ------------------------- | ------ |
| 12   | Sebastian Vettel   | Aston Martin-Mercedes     | 42     |
| 13   | Lance Stroll       | Aston Martin-Mercedes     | 26     |
| 14   | Yuki Tsunoda       | AlphaTauri-Honda          | 20     |
| 15   | George Russell     | Williams-Mercedes         | 16     |
| 16   | Kimi Räikkönen     | Alfa Romeo Racing-Ferrari | 10     |
| 17   | Nicholas Latifi    | Williams-Mercedes         | 7      |
| 18   | Antonio Giovinazzi | Alfa Romeo Racing-Ferrari | 1      |
| 19   | Mick Schumacher    | Haas-Ferrari              | 0      |
| 20   | Robert Kubica      | Alfa Romeo Racing-Ferrari | 0      |
| 21   | Nikita Masepin     | Haas-Ferrari              | 0      |

### Konstrukteurswertung
| Pos. | Konstrukteur          | Punkte |
| ---- | --------------------- | ------ |
| 1    | Mercedes              | 478,5  |
| 2    | Red Bull Racing-Honda | 477,5  |
| 3    | Ferrari               | 268,5  |
| 4    | McLaren-Mercedes      | 255    |
| 5    | Alpine-Renault        | 106    |

| Pos. | Konstrukteur              | Punkte |
| ---- | ------------------------- | ------ |
| 06   | AlphaTauri-Honda          | 106    |
| 07   | Aston Martin-Mercedes     | 68     |
| 08   | Williams-Mercedes         | 23     |
| 09   | Alfa Romeo Racing-Ferrari | 11     |
| 10   | Haas-Ferrari              | 0      |